# Nakata Hitoshi
Hitoshi Nakata (中田 仁司, sinh ngày 17 tháng 1 năm 1962) là một huấn luyện viên và cựu cầu thủ bóng đá người Nhật Bản.

## Sự nghiệp Huấn luyện viên
Hitoshi Nakata đã dẫn dắt Nagoya Grampus Eight và Yokohama FC.